# Gilman Marston
Gilman Marston (Orford, 1811. augusztus 20. – Exeter, 1890. július 3.) az Amerikai Egyesült Államok szenátora (New Hampshire, 1889).